# 明和町町民バス

斎宮駅停車中の明和町町民バス

明和町町民バス（めいわちょうちょうみんバス）は、三重県多気郡明和町のコミュニティバスである。

## 概要

### 概説
運行は松阪市（鈴の音バス）や伊勢市（おかげバス）と違い三重交通ではなく地元のタクシー会社であるアケミ交通有限会社に委託されている。
運賃は均一料金制で先払い、全区間小学生以上100円となっている。
降車ボタンは設置されておらず、乗車時に降車停留所名を申し出る方式となっている。

### 沿革・年表
- 2003年11月1日 - 試験運行開始。当初の路線は明和町役場を起終点とする8の字ルート。
- 2004年3月18日 - 一部経路変更。
- 2006年7月1日 - イオン明和ショッピングセンター（現・イオンモール明和）を起終点とする北ルート・南ルートに経路変更。
- 2007年11月1日 - 本格運行開始。路線名称を北ルート・南ルートから北路線・南路線に変更、南路線経路変更[3]。
- 2010年7月1日 - 北路線の経路を一部変更、時刻表改正[4]。
- 2016年10月1日 - 伊勢市コミュニティバス「おかげバス」が山大淀まで延長され、1便のみ山大淀（東）で明和町町民バスの北路線と接続するようになる[5]。

## 現行路線
全路線全循環とも全経路を通して運行されるのは1日4～7便で、時間帯により区間運行となっている。

### 御糸循環（A系統）
右循環
イオン明和→八木戸→イオン明和→人権センター→役場→博物館→いつき茶屋（斎宮駅北口）→役場→人権センター→イオン明和
左循環
イオン明和→人権センター→役場→いつき茶屋（斎宮駅北口）→博物館→役場→人権センター→イオン明和→八木戸→イオン明和

### 大淀循環（B系統）
右循環
イオン明和→八木戸→大淀→三重ハートセンター→明星駅→明和病院→増田山団地→役場→イオン明和
左循環
イオン明和→役場→増田山団地→明和病院→明星駅→三重ハートセンター→大淀→八木戸→イオン明和

### 斎宮循環（C系統）
右循環
イオン明和→須田→役場→斎宮駅→明和団地→ぎゅーとら・サンシ→有爾中→池村→岩内→金剛ヶ丘→マックスバリュ→斎宮駅→勝見→斎宮苑→ぎゅーとら・サンシ→斎宮駅→役場→須田→イオン明和
左循環
イオン明和→須田→役場→斎宮駅→勝見→斎宮苑→ぎゅーとら・サンシ→斎宮駅→マックスバリュ→金剛ヶ丘→岩内→池村→有爾中→サンシ・ぎゅーとら→明和団地→斎宮駅→役場→須田→イオン明和

### 明星循環（D系統）
右循環
イオン明和→役場→JA本店→明和病院→サンシ・ぎゅーとら→蓑村→明星駅→明星郵便局→新茶屋→ガーデン明宝苑→明星駅→蓑村→サンシ・ぎゅーとら→明和病院→JA本店→役場→イオン明和
左循環
イオン明和→役場→JA本店→明和病院→サンシ・ぎゅーとら→蓑村→明星駅→ガーデン明宝苑→新茶屋→明星郵便局→明星駅→蓑村→サンシ・ぎゅーとら→明和病院→JA本店→役場→イオン明和

## 車両
- 三菱ふそう・ローザ